# Aerenica
Aerenica is een kevergeslacht uit de familie van de boktorren (Cerambycidae). De wetenschappelijke naam van het geslacht werd voor het eerst geldig gepubliceerd in 1835 door Dejean.

## Soorten
Aerenica is monotypisch en omvat slechts de volgende soort:
- Aerenica canescens (Klug, 1825)